# Tore Torvbråten
Tore Torvbråten, née le 28 janvier 1968 à Oslo, est un curleur norvégien.
Il remporte la médaille de bronze aux Jeux olympiques d'hiver de 1998 à Nagano. Il a également remporté la médaille de bronze mondiale en 2001